# 封浜站
封浜站是沪昆铁路（原沪杭铁路外环线）上的一个车站，位于中华人民共和国上海市嘉定区江桥镇南侧。封浜站最初是始建于1960年2月，于1970年10月正式建成使用的南新环线铁路上的一个货运车站。之后南新环线封浜站至春申站一段作为沪杭铁路外环线的组成部分使用。2004年车站建成连接沪宁线上行方向的黄封联络线，2019年又建成了黄封上行联络线（第二线）。
封浜站不办理客运业务，但每天有往来上海客技站的铁路通勤列车停靠本站。封浜站办理货运业务，主要办理轿车货品的到发业务，设有通往上海铁路物资有限公司的专用线。此外车站还设有股道通往上海动车段和虹桥动车所沪杭场。